# Esteban Valencia (calciatore 1999)
Esteban Cristóbal Valencia, noto semplicemente come Esteban Valencia (13 agosto 1999), è un calciatore cileno, centrocampista dell'Unión La Calera.

## Caratteristiche tecniche
È un mediano.

## Carriera

### Club
Ha giocato nella prima divisione cilena.

### Nazionale
Con la nazionale Under-20 cilena ha preso parte al campionato sudamericano 2019.